# Filialkirche Innerbreitenau

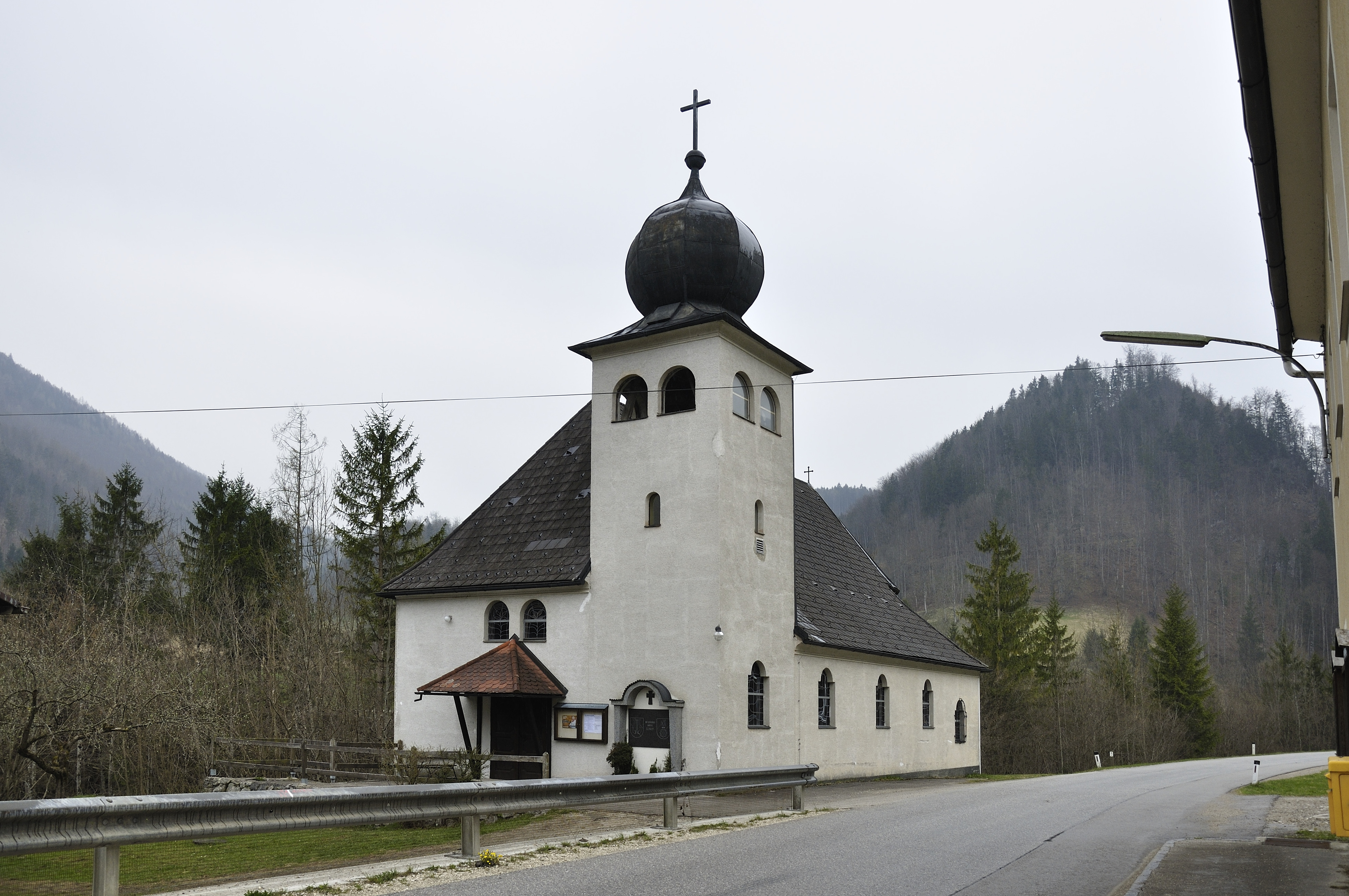
Filialkirche Innerbreitenau

Die Filialkirche Innerbreitenau steht im Ort Innerbreitenau in der Marktgemeinde Molln in Oberösterreich. Die römisch-katholische Filialkirche Hl. Josef der Pfarrkirche Molln gehört zum Dekanat Steyrtal in der Diözese Linz. Die Kirche steht unter Denkmalschutz.

## Geschichte
Lange Zeit bestand der Wunsch nach einer Kirche in der Breitenau, da es ein mehrstündiger Fußmarsch vom Tal der Krummen Steyrling bis zur Pfarrkirche in Molln war. Bereits 1780 hatte der letzte Abt von Stift Garsten, Maurus Gordon, von der Landeshauptmannschaft den Auftrag erhalten, einen Geistlichen nach Breitenau zu entsenden. Am 6. März 1784 wurde sogar die Gründung einer Pfarre festgelegt, der Beschluss wurde jedoch nicht umgesetzt. 
Im Jahr 1941 schuf schließlich Bischof Josephus Calasanz Fließer die Kaplanei Innerbreitenau, und es wurden Gottesdienste in der Hauskapelle des Kaufhauses Moser (Breitenau Nr. 49) abgehalten, die aber für die Anzahl an Gläubigen zu klein war.
1952 wurden schließlich die Kirchenbaupläne konkret. Franz und Maria Moser stellten den Grund zur Verfügung. Architekt Hans Foschum zeichnete unentgeltlich die Baupläne. Mit tatkräftiger Unterstützung der Bevölkerung wurde die Kirche errichtet und am 23. September 1956 von Bischof Franz Zauner geweiht.

## Architektur

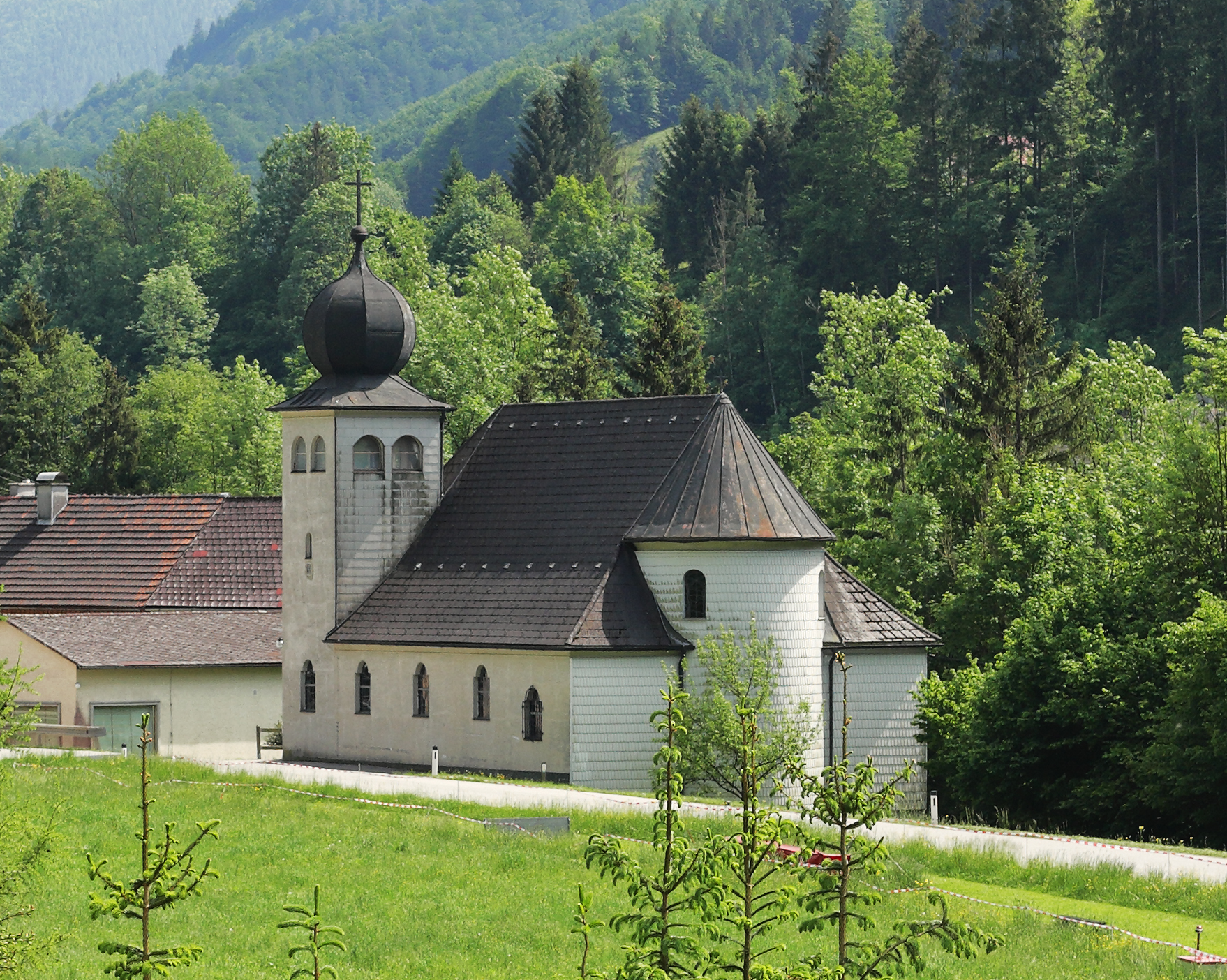
Nordwestseite mit Apsis

Die Kirche ist ein an konventionellen Formen orientierter Bau mit rechteckigem Grundriss und eingezogenen Glockenturm mit Zwiebeldach. Die Schmalseite im Nordwesten holt in der Mitte leicht zu einer Apsis aus.